# Coupe du monde de football des moins de 17 ans 2023
 (décembre 2023).
Navigation
Brésil 2019 Qatar 2025
La Coupe du monde des moins de 17 ans 2023 est la 19e édition de la Coupe du monde de football des moins de 17 ans, le championnat mondial de football masculin des équipes nationales des moins de 17 ans organisé tous les deux ans par la FIFA. Elle se déroule en Indonésie du 10 novembre au 2 décembre 2023.

## Sélection de l'hôte
Le Pérou est annoncé comme hôte de la Coupe du monde des moins de 17 ans 2021 à la suite de la réunion du Conseil de la FIFA le 24 octobre 2019 à Shanghai, en Chine. Il était également l'un des candidats à l'organisation de la Coupe du monde des moins de 20 ans 2021, attribuée finalement à l'Indonésie le même jour. Le report du tournoi de 2021 à 2023 en raison de la crise sanitaire est sans conséquence pour le Pérou qui est confirmé en tant que pays hôte par la FIFA au moment de l'annonce de l'annulation de l'édition 2021.
Le Pérou, qui avait déjà accueilli le tournoi en 2005, avait initialement obtenu les droits d'hébergement de l'édition précédente en 2019. Mais la FIFA avait retiré l'organisation à la Fédération péruvienne en février 2019 après inspection des installations péruviennes alors jugées insuffisantes.
Le 3 avril 2023, la FIFA retire à nouveau l'organisation de l'épreuve au Pérou, le pays s'avérant incapable de tenir ses engagements et de terminer les infrastructures nécessaires pour la tenue de la compétition.
Le 23 juin 2023, la FIFA annonce que la Coupe du monde des moins de 17 ans 2023 se déroulera en Indonésie.

## Villes et stades
| Ville     | Stade                          | Capacité |
| --------- | ------------------------------ | -------- |
| Jakarta   | Stade international de Jakarta | 82 000   |
| Surabaya  | Stade Gelora-Bung-Tomo         | 45 134   |
| Bandung   | Stade Jalak Harupat            | 30 100   |
| Surakarta | Stade Manahan                  | 20 000   |

## Qualification
| Confédération              | Tournoi qualificatif                                                                     | Qualifié(s)                                 |
| -------------------------- | ---------------------------------------------------------------------------------------- | ------------------------------------------- |
| AFC (Asie)                 | Championnat d'Asie de football des moins de 17 ans 2023                                  | Japon Corée du Sud Ouzbékistan Iran         |
| CAF (Afrique)              | Coupe d'Afrique des nations de football des moins de 17 ans 2023                         | Sénégal Maroc Mali Burkina Faso             |
| CONCACAF                   | Championnat d'Amérique du Nord, centrale et Caraïbe de football des moins de 17 ans 2023 | Mexique États-Unis Canada Panama            |
| CONMEBOL (Amérique du Sud) | Championnat des moins de 17 ans de la CONMEBOL 2023                                      | Argentine Brésil Équateur Venezuela         |
| OFC (Océanie)              | Championnat d'Océanie de football des moins de 17 ans 2023                               | Nouvelle-Calédonie Nouvelle-Zélande         |
| UEFA (Europe)              | Championnat d'Europe de football des moins de 17 ans 2023                                | France Allemagne Espagne Pologne Angleterre |
| Pays hôte                  | Pays hôte                                                                                | Indonésie                                   |

## Premier tour

### Groupe A
| Rang | Équipe    | Pts | J | G | N | P | Bp | Bc | Diff |  | Résultats (▼ dom., ► ext.) |  |     |     |     |
| ---- | --------- | --- | - | - | - | - | -- | -- | ---- |  | -------------------------- |  | --- | --- | --- |
| 1    | Maroc     | 6   | 3 | 2 | 0 | 1 | 5  | 3  | +2   |  | Maroc                      |  | 0-2 | 3-1 | 2-0 |
| 2    | Équateur  | 5   | 3 | 1 | 2 | 0 | 4  | 2  | +2   |  | Équateur                   |  |     | 1-1 | 1-1 |
| 3    | Indonésie | 2   | 3 | 0 | 2 | 1 | 3  | 5  | -2   |  | Indonésie                  |  |     |     | 1-1 |
| 4    | Panama    | 2   | 3 | 0 | 2 | 1 | 2  | 4  | -2   |  | Panama                     |  |     |     |     |

#### 1rejournée
| 10 novembre 2023 | Panama  | 0 - 2   | Maroc                       | Stade Gelora-Bung-Tomo, Surabaya               |                                                |
| 16h00            |         | (0 - 1) | 16e Chlaghmo · 90+5e Ennair | Spectateurs : 13 437 Arbitrage : João Pinheiro | Spectateurs : 13 437 Arbitrage : João Pinheiro |
| 16h00            | Rapport |         |                             | Spectateurs : 13 437 Arbitrage : João Pinheiro | Spectateurs : 13 437 Arbitrage : João Pinheiro |

| 10 novembre 2023 | Indonésie | 1 - 1   | Équateur         | Stade Gelora-Bung-Tomo, Surabaya             |                                              |
| 19h00            | Kaka 22e  | (1 - 1) | 28e Allen Obando | Spectateurs : 30 583 Arbitrage : Espen Eskås | Spectateurs : 30 583 Arbitrage : Espen Eskås |
| 19h00            | Rapport   |         |                  | Spectateurs : 30 583 Arbitrage : Espen Eskås | Spectateurs : 30 583 Arbitrage : Espen Eskås |

#### 2ejournée
| 13 novembre 2023 | Maroc   | 0 - 2   | Équateur                          | Stade Gelora-Bung-Tomo, Surabaya |                            |
| 16h00            |         | (0 - 0) | 62e (pen.) 90+3e Michael Bermúdez | Arbitrage : Keylor Herrera       | Arbitrage : Keylor Herrera |
| 16h00            | Rapport |         |                                   | Arbitrage : Keylor Herrera       | Arbitrage : Keylor Herrera |

| 13 novembre 2023 | Indonésie | 1 - 1   | Panama               | Stade Gelora-Bung-Tomo, Surabaya                |                                                 |
| 19h00            | Kaka 54e  | (0 - 1) | 22e Oldemar Castillo | Spectateurs : 17 239 Arbitrage : Rade Obrenovič | Spectateurs : 17 239 Arbitrage : Rade Obrenovič |
| 19h00            | Rapport   |         |                      | Spectateurs : 17 239 Arbitrage : Rade Obrenovič | Spectateurs : 17 239 Arbitrage : Rade Obrenovič |

#### 3ejournée
| 16 novembre 2023 | Maroc                                            | 3 - 1   | Indonésie  | Stade Gelora-Bung-Tomo, Surabaya              |                                               |
| 19h00            | Alaoui 29e (pen.) · Aït Boudlal 39e · Hamony 64e | (2 - 1) | 42e Asyura | Spectateurs : 26 454 Arbitrage : Morten Krogh | Spectateurs : 26 454 Arbitrage : Morten Krogh |
| 19h00            | Rapport                                          |         |            | Spectateurs : 26 454 Arbitrage : Morten Krogh | Spectateurs : 26 454 Arbitrage : Morten Krogh |

| 16 novembre 2023 | Équateur | 1 - 1   | Panama               | Stade Manahan, Surakarta                |                                         |
| 19h00            | Ruiz 24e | (1 - 0) | 79e Oldemar Castillo | Spectateurs : 7 956 Arbitrage : Fu Ming | Spectateurs : 7 956 Arbitrage : Fu Ming |
| 19h00            | Rapport  |         |                      | Spectateurs : 7 956 Arbitrage : Fu Ming | Spectateurs : 7 956 Arbitrage : Fu Ming |

### Groupe B
| Rang | Équipe      | Pts | J | G | N | P | Bp | Bc | Diff |  | Résultats (▼ dom., ► ext.) |  |     |     |     |
| ---- | ----------- | --- | - | - | - | - | -- | -- | ---- |  | -------------------------- |  | --- | --- | --- |
| 1    | Espagne     | 7   | 3 | 2 | 1 | 0 | 5  | 2  | +3   |  | Espagne                    |  | 1-0 | 2-2 | 2-0 |
| 2    | Mali        | 6   | 3 | 2 | 0 | 1 | 8  | 2  | +6   |  | Mali                       |  |     | 3-0 | 5-1 |
| 3    | Ouzbékistan | 4   | 3 | 1 | 1 | 1 | 5  | 5  | 0    |  | Ouzbékistan                |  |     |     | 3-0 |
| 4    | Canada      | 0   | 3 | 0 | 0 | 3 | 1  | 10 | -9   |  | Canada                     |  |     |     |     |

#### 1rejournée
| 10 novembre 2023 | Mali                          | 3 - 0   | Ouzbékistan | Stade Manahan, Surakarta                       |                                                |
| 16h00            | M. Doumbia 30e 72e (pen.) 75e | (1 - 0) |             | Spectateurs : 3 014 Arbitrage : Gustavo Tejera | Spectateurs : 3 014 Arbitrage : Gustavo Tejera |
| 16h00            | Rapport                       |         |             | Spectateurs : 3 014 Arbitrage : Gustavo Tejera | Spectateurs : 3 014 Arbitrage : Gustavo Tejera |

| 10 novembre 2023 | Espagne                     | 2 - 0   | Canada | Stade Manahan, Surakarta                     |                                              |
| 19h00            | Guiu 20e · Quim Junyent 76e | (1 - 0) |        | Spectateurs : 6 613 Arbitrage : Robert Pérez | Spectateurs : 6 613 Arbitrage : Robert Pérez |
| 19h00            | Rapport                     |         |        | Spectateurs : 6 613 Arbitrage : Robert Pérez | Spectateurs : 6 613 Arbitrage : Robert Pérez |

#### 2ejournée
| 13 novembre 2023 | Espagne            | 1 - 0   | Mali | Stade Manahan, Surakarta                    |                                             |
| 16h00            | Juan Hernández 62e | (0 - 0) |      | Spectateurs : 4 723 Arbitrage : Bryan López | Spectateurs : 4 723 Arbitrage : Bryan López |
| 16h00            | Rapport            |         |      | Spectateurs : 4 723 Arbitrage : Bryan López | Spectateurs : 4 723 Arbitrage : Bryan López |

| 13 novembre 2023 | Ouzbékistan                                    | 3 - 0   | Canada | Stade Manahan, Surakarta                   |                                            |
| 19h00            | Richard Chukwu 22e (csc) · Amir Saidov 27e 81e | (2 - 0) |        | Spectateurs : 6 919 Arbitrage : Ivo Méndez | Spectateurs : 6 919 Arbitrage : Ivo Méndez |
| 19h00            | Rapport                                        |         |        | Spectateurs : 6 919 Arbitrage : Ivo Méndez | Spectateurs : 6 919 Arbitrage : Ivo Méndez |

#### 3ejournée
| 16 novembre 2023 | Ouzbékistan                      | 2 - 2   | Espagne                | Stade Manahan, Surakarta                       |                                                |
| 16h00            | Shukurullayev 45+4e · Saidov 54e | (1 - 2) | 10e Oyono · 19e Martin | Spectateurs : 5 554 Arbitrage : Augusto Aragón | Spectateurs : 5 554 Arbitrage : Augusto Aragón |
| 16h00            | Rapport                          |         |                        | Spectateurs : 5 554 Arbitrage : Augusto Aragón | Spectateurs : 5 554 Arbitrage : Augusto Aragón |

| 16 novembre 2023 | Canada             | 1 - 5   | Mali                                                             | Stade Gelora-Bung-Tomo, Surabaya             |                                              |
| 16h00            | Richard Chukwu 45e | (1 - 2) | 14e Diarra · 26e Barry · 73e Kanate · 77e Makalou · 90+1e Thiero | Spectateurs : 10 269 Arbitrage : Espen Eskås | Spectateurs : 10 269 Arbitrage : Espen Eskås |
| 16h00            | Rapport            |         |                                                                  | Spectateurs : 10 269 Arbitrage : Espen Eskås | Spectateurs : 10 269 Arbitrage : Espen Eskås |

### Groupe C
| Rang | Équipe             | Pts | J | G | N | P | Bp | Bc | Diff |  | Résultats (▼ dom., ► ext.) |  |     |     |      |
| ---- | ------------------ | --- | - | - | - | - | -- | -- | ---- |  | -------------------------- |  | --- | --- | ---- |
| 1    | Angleterre         | 6   | 3 | 2 | 0 | 1 | 13 | 3  | +10  |  | Angleterre                 |  | 1-2 | 2-1 | 10-0 |
| 2    | Brésil             | 6   | 3 | 2 | 0 | 1 | 13 | 4  | +9   |  | Brésil                     |  |     | 2-3 | 9-0  |
| 3    | Iran               | 6   | 3 | 2 | 0 | 1 | 9  | 4  | +5   |  | Iran                       |  |     |     | 5-0  |
| 4    | Nouvelle-Calédonie | 0   | 3 | 0 | 0 | 3 | 0  | 24 | -24  |  | Nouvelle-Calédonie         |  |     |     |      |

#### 1rejournée
| 11 novembre 2023 | Brésil                                  | 2 - 3   | Iran                                                            | Stade international de Jakarta, Jakarta      |                                              |
| 16h00            | Rayan 28e · Abolfazl Zamani 45+2e (csc) | (2 - 0) | 54e Yaghoob Barajeh · 69e Kasra Taheri · 73e Esmaeil Gholizadeh | Spectateurs : 9 283 Arbitrage : Selvin Brown | Spectateurs : 9 283 Arbitrage : Selvin Brown |
| 16h00            | Rapport                                 |         |                                                                 | Spectateurs : 9 283 Arbitrage : Selvin Brown | Spectateurs : 9 283 Arbitrage : Selvin Brown |

| 11 novembre 2023 | Nouvelle-Calédonie | 0 - 10  | Angleterre | Stade international de Jakarta, Jakarta      |                                              |
| 19h00            |                    | (0 - 4) | 16e (pen.) Reiss Denny · 30e 57e Justin Oboavwoduo · 35e Tyler Dibling · 45+4e Josh Acheampong · 51e Sam Amo-Ameyaw · 78e Ethan Nwaneri · 80e (csc) Wadria Hanye · 85e Harrison Murray-Campbell · 90+1e Finley McAllister | Spectateurs : 6 684 Arbitrage : Ko Hyung-jin | Spectateurs : 6 684 Arbitrage : Ko Hyung-jin |
| 19h00            | Rapport            |         | | Spectateurs : 6 684 Arbitrage : Ko Hyung-jin | Spectateurs : 6 684 Arbitrage : Ko Hyung-jin |

#### 2ejournée
| 14 novembre 2023 | Brésil | 9 - 0   | Nouvelle-Calédonie | Stade international de Jakarta, Jakarta      |                                              |
| 16h00            | Rayan 28e 51e (pen.) · Estevão Willian 39e · Luighi 44e · Kauã Elias 46e 86e 90+4e · Vitor Reis 56e · João Souza 61e | (3 - 0) |                    | Spectateurs : 4 529 Arbitrage : Pierre Atcho | Spectateurs : 4 529 Arbitrage : Pierre Atcho |
| 16h00            | Rapport |         |                    | Spectateurs : 4 529 Arbitrage : Pierre Atcho | Spectateurs : 4 529 Arbitrage : Pierre Atcho |

| 14 novembre 2023 | Angleterre                       | 2 - 1   | Iran                | Stade international de Jakarta, Jakarta        |                                                |
| 19h00            | Reiss Denny 63e · Joel Ndala 90e | (0 - 1) | 31e Abolfazl Zamani | Spectateurs : 7 698 Arbitrage : Gustavo Tejera | Spectateurs : 7 698 Arbitrage : Gustavo Tejera |
| 19h00            | Rapport                          |         |                     | Spectateurs : 7 698 Arbitrage : Gustavo Tejera | Spectateurs : 7 698 Arbitrage : Gustavo Tejera |

#### 3ejournée
| 17 novembre 2023 | Angleterre       | 1 - 2   | Brésil                       | Stade international de Jakarta, Jakarta      |                                              |
| 19h00            | Ndala 71e (pen.) | (0 - 1) | 43e Kauã Elias · 54e Da Mata | Spectateurs : 15 171 Arbitrage : Bryan López | Spectateurs : 15 171 Arbitrage : Bryan López |
| 19h00            | Rapport          |         |                              | Spectateurs : 15 171 Arbitrage : Bryan López | Spectateurs : 15 171 Arbitrage : Bryan López |

| 17 novembre 2023 | Iran                                                               | 5 - 0   | Nouvelle-Calédonie | Stade Jalak Harupat, Bandung               |                                            |
| 19h00            | Razzaghinia 17e 34e · Ghandipour 76e · Askari 90+6e · Taheri 90+8e | (2 - 0) |                    | Spectateurs : 6 762 Arbitrage : Ivo Méndez | Spectateurs : 6 762 Arbitrage : Ivo Méndez |
| 19h00            | Rapport                                                            |         |                    | Spectateurs : 6 762 Arbitrage : Ivo Méndez | Spectateurs : 6 762 Arbitrage : Ivo Méndez |

### Groupe D
| Rang | Équipe    | Pts | J | G | N | P | Bp | Bc | Diff |  | Résultats (▼ dom., ► ext.) |  |     |     |     |
| ---- | --------- | --- | - | - | - | - | -- | -- | ---- |  | -------------------------- |  | --- | --- | --- |
| 1    | Argentine | 6   | 3 | 2 | 0 | 1 | 8  | 3  | +5   |  | Argentine                  |  | 1-2 | 3-1 | 4-0 |
| 2    | Sénégal   | 6   | 3 | 2 | 0 | 1 | 6  | 4  | +2   |  | Sénégal                    |  |     | 0-2 | 4-1 |
| 3    | Japon     | 6   | 3 | 2 | 0 | 1 | 4  | 3  | +1   |  | Japon                      |  |     |     | 1-0 |
| 4    | Pologne   | 0   | 3 | 0 | 0 | 3 | 1  | 9  | -8   |  | Pologne                    |  |     |     |     |

#### 1rejournée
| 11 novembre 2023 | Japon             | 1 - 0   | Pologne | Stade Jalak Harupat, Bandung                 |                                              |
| 16h00            | Rento Takaoka 76e | (0 - 0) |         | Spectateurs : 4 961 Arbitrage : Pierre Atcho | Spectateurs : 4 961 Arbitrage : Pierre Atcho |
| 16h00            | Rapport           |         |         | Spectateurs : 4 961 Arbitrage : Pierre Atcho | Spectateurs : 4 961 Arbitrage : Pierre Atcho |

| 11 novembre 2023 | Argentine                    | 1 - 2   | Sénégal         | Stade Jalak Harupat, Bandung                     |                                                  |
| 19h00            | Agustín Fabian Ruberto 90+2e | (0 - 2) | 6e 38e A. Diouf | Spectateurs : 6 222 Arbitrage : Atilla Karaoğlan | Spectateurs : 6 222 Arbitrage : Atilla Karaoğlan |
| 19h00            | Rapport                      |         |                 | Spectateurs : 6 222 Arbitrage : Atilla Karaoğlan | Spectateurs : 6 222 Arbitrage : Atilla Karaoğlan |

#### 2ejournée
| 14 novembre 2023 | Japon             | 1 - 3   | Argentine                                                                | Stade Jalak Harupat, Bandung                   |                                                |
| 16h00            | Rento Takaoka 50e | (0 - 2) | 5e Claudio Echeverri · 8e Valentino Acuña · 90+9e Agustín Fabian Ruberto | Spectateurs : 12 324 Arbitrage : João Pinheiro | Spectateurs : 12 324 Arbitrage : João Pinheiro |
| 16h00            | Rapport           |         |                                                                          | Spectateurs : 12 324 Arbitrage : João Pinheiro | Spectateurs : 12 324 Arbitrage : João Pinheiro |

| 14 novembre 2023 | Sénégal                                             | 4 - 1   | Pologne           | Stade Jalak Harupat, Bandung                |                                             |
| 16h00            | Idrissa Gueye 18e 52e 69e · Dominik Szala 30e (csc) | (2 - 0) | 66e Daniel Regula | Spectateurs : 7 065 Arbitrage : Omar Al Ali | Spectateurs : 7 065 Arbitrage : Omar Al Ali |
| 16h00            | Rapport                                             |         |                   | Spectateurs : 7 065 Arbitrage : Omar Al Ali | Spectateurs : 7 065 Arbitrage : Omar Al Ali |

#### 3ejournée
| 17 novembre 2023 | Sénégal | 0 - 2   | Japon                 | Stade Jalak Harupat, Bandung                   |                                                |
| 19h30            |         | (0 - 0) | 62e 72e Rento Takaoka | Spectateurs : 5 079 Arbitrage : Rade Obrenovič | Spectateurs : 5 079 Arbitrage : Rade Obrenovič |
| 19h30            | Rapport |         |                       | Spectateurs : 5 079 Arbitrage : Rade Obrenovič | Spectateurs : 5 079 Arbitrage : Rade Obrenovič |

| 17 novembre 2023 | Pologne | 0 - 4   | Argentine                                                           | Stade international de Jakarta, Jakarta        |                                                |
| 16h00            |         | (0 - 1) | 34e Laplace · 46e Agustín Fabian Ruberto · 52e Subiabre · 86e López | Spectateurs : 7 663 Arbitrage : Keylor Herrera | Spectateurs : 7 663 Arbitrage : Keylor Herrera |
| 16h00            | Rapport |         |                                                                     | Spectateurs : 7 663 Arbitrage : Keylor Herrera | Spectateurs : 7 663 Arbitrage : Keylor Herrera |

### Groupe E
| Rang | Équipe       | Pts | J | G | N | P | Bp | Bc | Diff |  | Résultats (▼ dom., ► ext.) |  |     |     |     |
| ---- | ------------ | --- | - | - | - | - | -- | -- | ---- |  | -------------------------- |  | --- | --- | --- |
| 1    | France       | 9   | 3 | 3 | 0 | 0 | 7  | 0  | +7   |  | France                     |  | 3-0 | 3-0 | 1-0 |
| 2    | États-Unis   | 6   | 3 | 2 | 0 | 1 | 5  | 5  | 0    |  | États-Unis                 |  |     | 2-1 | 3-1 |
| 3    | Burkina Faso | 3   | 3 | 1 | 0 | 2 | 3  | 6  | -3   |  | Burkina Faso               |  |     |     | 2-1 |
| 4    | Corée du Sud | 0   | 3 | 0 | 0 | 3 | 2  | 6  | -4   |  | Corée du Sud               |  |     |     |     |

#### 1rejournée
| 12 novembre 2023 | France                                                | 3 - 0   | Burkina Faso | Stade international de Jakarta, Jakarta |                                         |
| 16h00            | Lambourde 49e · Tincres 81e (pen.) · Gomis 87e (pen.) | (0 - 0) |              | Spectateurs : 7 033 Arbitrage : Fu Ming | Spectateurs : 7 033 Arbitrage : Fu Ming |
| 16h00            | Rapport                                               |         |              | Spectateurs : 7 033 Arbitrage : Fu Ming | Spectateurs : 7 033 Arbitrage : Fu Ming |

| 12 novembre 2023 | Corée du Sud      | 1 - 3   | États-Unis                                  | Stade international de Jakarta, Jakarta      |                                              |
| 19h00            | Kim Myung-jun 35e | (1 - 1) | 7e 73e Nimfasha Berchimas · 49e Cruz Medina | Spectateurs : 4 317 Arbitrage : Morten Krogh | Spectateurs : 4 317 Arbitrage : Morten Krogh |
| 19h00            | Rapport           |         |                                             | Spectateurs : 4 317 Arbitrage : Morten Krogh | Spectateurs : 4 317 Arbitrage : Morten Krogh |

#### 2ejournée
| 15 novembre 2023 | France     | 1 - 0   | Corée du Sud | Stade international de Jakarta, Jakarta       |                                               |
| 16h00            | Amougou 2e | (1 - 0) |              | Spectateurs : 7 476 Arbitrage : Ibrahim Mutaz | Spectateurs : 7 476 Arbitrage : Ibrahim Mutaz |
| 16h00            | Rapport    |         |              | Spectateurs : 7 476 Arbitrage : Ibrahim Mutaz | Spectateurs : 7 476 Arbitrage : Ibrahim Mutaz |

| 15 novembre 2023 | États-Unis                                     | 2 - 1   | Burkina Faso    | Stade international de Jakarta, Jakarta       |                                               |
| 19h00            | Keyrol Figueroa 45e · Nimfasha Berchimas 45+6e | (2 - 0) | 89e Jack Diarra | Spectateurs : 3 235 Arbitrage : Roberto Pérez | Spectateurs : 3 235 Arbitrage : Roberto Pérez |
| 19h00            | Rapport                                        |         |                 | Spectateurs : 3 235 Arbitrage : Roberto Pérez | Spectateurs : 3 235 Arbitrage : Roberto Pérez |

#### 3ejournée
| 18 novembre 2023 | États-Unis | 0 - 3   | France                           | Stade international de Jakarta, Jakarta       |                                               |
| 19h00            |            | (0 - 1) | 45+2e 82e Tincres · 86e Meupiyou | Spectateurs : 14 436 Arbitrage : Dahane Beida | Spectateurs : 14 436 Arbitrage : Dahane Beida |
| 19h00            | Rapport    |         |                                  | Spectateurs : 14 436 Arbitrage : Dahane Beida | Spectateurs : 14 436 Arbitrage : Dahane Beida |

| 18 novembre 2023 | Burkina Faso                           | 2 - 1   | Corée du Sud      | Stade Jalak Harupat, Bandung                 |                                              |
| 19h00            | Jack Diarra 24e · Aboubacar Camara 86e | (1 - 0) | 49e Kim Myung-jun | Spectateurs : 3 400 Arbitrage : Selvin Brown | Spectateurs : 3 400 Arbitrage : Selvin Brown |
| 19h00            | Rapport                                |         |                   | Spectateurs : 3 400 Arbitrage : Selvin Brown | Spectateurs : 3 400 Arbitrage : Selvin Brown |

### Groupe F
| Rang | Équipe           | Pts | J | G | N | P | Bp | Bc | Diff |  | Résultats (▼ dom., ► ext.) |  |     |     |     |
| ---- | ---------------- | --- | - | - | - | - | -- | -- | ---- |  | -------------------------- |  | --- | --- | --- |
| 1    | Allemagne        | 9   | 3 | 3 | 0 | 0 | 9  | 2  | +7   |  | Allemagne                  |  | 3-1 | 3-0 | 3-1 |
| 2    | Mexique          | 4   | 3 | 1 | 1 | 1 | 7  | 5  | +2   |  | Mexique                    |  |     | 2-2 | 4-0 |
| 3    | Venezuela        | 4   | 3 | 1 | 1 | 1 | 5  | 5  | 0    |  | Venezuela                  |  |     |     | 3-0 |
| 4    | Nouvelle-Zélande | 0   | 3 | 0 | 0 | 3 | 1  | 10 | -9   |  | Nouvelle-Zélande           |  |     |     |     |

#### 1rejournée
| 12 novembre 2023 | Venezuela                               | 3 - 0   | Nouvelle-Zélande | Stade Jalak Harupat, Bandung                  |                                               |
| 16h00            | Martínez 29e · Leenhan Romero 87e 90+7e | (1 - 0) |                  | Spectateurs : 2 932 Arbitrage : Ibrahim Mutaz | Spectateurs : 2 932 Arbitrage : Ibrahim Mutaz |
| 16h00            | Rapport                                 |         |                  | Spectateurs : 2 932 Arbitrage : Ibrahim Mutaz | Spectateurs : 2 932 Arbitrage : Ibrahim Mutaz |

| 12 novembre 2023 | Mexique            | 1 - 3   | Allemagne                                 | Stade Jalak Harupat, Bandung                   |                                                |
| 19h00            | Tahiel Jiménez 75e | (0 - 2) | 29e Darvich · 38e Moerstedt · 53e Moreira | Spectateurs : 4 617 Arbitrage : Augusto Aragón | Spectateurs : 4 617 Arbitrage : Augusto Aragón |
| 19h00            | Rapport            |         |                                           | Spectateurs : 4 617 Arbitrage : Augusto Aragón | Spectateurs : 4 617 Arbitrage : Augusto Aragón |

#### 2ejournée
| 15 novembre 2023 | Mexique                       | 2 - 2   | Venezuela                                            | Stade Jalak Harupat, Bandung                     |                                                  |
| 16h00            | Carrillo 62e · Luis Ortiz 67e | (0 - 1) | 6e Alejandro Cichero Jr. · 84e (pen.) Nicola Profeta | Spectateurs : 2 460 Arbitrage : Atilla Karaoğlan | Spectateurs : 2 460 Arbitrage : Atilla Karaoğlan |
| 16h00            | Rapport                       |         |                                                      | Spectateurs : 2 460 Arbitrage : Atilla Karaoğlan | Spectateurs : 2 460 Arbitrage : Atilla Karaoğlan |

| 15 novembre 2023 | Nouvelle-Zélande         | 1 - 3   | Allemagne                                            | Stade Jalak Harupat, Bandung                 |                                              |
| 19h00            | Adam Watson 90+1e (pen.) | (0 - 1) | 45+7e Brunner · 60e Moerstedt · 81e Bilal Yalçınkaya | Spectateurs : 5 353 Arbitrage : Dahane Beida | Spectateurs : 5 353 Arbitrage : Dahane Beida |
| 19h00            | Rapport                  |         |                                                      | Spectateurs : 5 353 Arbitrage : Dahane Beida | Spectateurs : 5 353 Arbitrage : Dahane Beida |

#### 3ejournée
| 18 novembre 2023 | Nouvelle-Zélande | 0 - 4   | Mexique                                                        | Stade Jalak Harupat, Bandung                |                                             |
| 16h45            |                  | (0 - 1) | 42e Fidel Barajas · 47e Adrian Fernandez · 54e (pen.) Carrillo | Spectateurs : 6 136 Arbitrage : Omar Al Ali | Spectateurs : 6 136 Arbitrage : Omar Al Ali |
| 16h45            | Rapport          |         |                                                                | Spectateurs : 6 136 Arbitrage : Omar Al Ali | Spectateurs : 6 136 Arbitrage : Omar Al Ali |

| 18 novembre 2023 | Allemagne                            | 3 - 0   | Venezuela | Stade international de Jakarta, Jakarta       |                                               |
| 16h00            | Robert Ramsak 1re 57e · da Silva 42e | (2 - 0) |           | Spectateurs : 11 264 Arbitrage : Ko Hyung-jin | Spectateurs : 11 264 Arbitrage : Ko Hyung-jin |
| 16h00            | Rapport                              |         |           | Spectateurs : 11 264 Arbitrage : Ko Hyung-jin | Spectateurs : 11 264 Arbitrage : Ko Hyung-jin |

### Meilleurs troisièmes de groupe
Les 4 meilleures équipes classées troisièmes de leur poule sont repêchées pour compléter le tableau des huitièmes de finale. Afin de les désigner, un classement comparatif entre les 6 troisièmes de groupe est établi.
Règles de départage :
1. plus grand nombre de points obtenus ;
2. meilleure différence de buts ;
3. plus grand nombre de buts marqués ;
4. classement aux points disciplinaires (deux cartons jaunes dans le même match ou un carton rouge direct valent  -3 points, et un carton jaune  -1 point) ;

| Rang | Équipe                | Pts | J | G | N | P | Bp | Bc | Diff |
| ---- | --------------------- | --- | - | - | - | - | -- | -- | ---- |
| 1    | Iran (Grp. C)         | 6   | 3 | 2 | 0 | 1 | 9  | 4  | +5   |
| 2    | Japon (Grp. D)        | 6   | 3 | 2 | 0 | 1 | 4  | 3  | +1   |
| 3    | Ouzbékistan (Grp. B)  | 4   | 3 | 1 | 1 | 1 | 5  | 5  | 0    |
| 4    | Venezuela (Grp. F)    | 4   | 3 | 1 | 1 | 1 | 5  | 5  | 0    |
| 5    | Burkina Faso (Grp. E) | 3   | 3 | 1 | 0 | 2 | 1  | 5  | -4   |
| 6    | Indonésie (Grp. A)    | 2   | 3 | 0 | 2 | 1 | 0  | 3  | -3   |

## Tableau final
|  | Huitièmes de finale          | Huitièmes de finale        | Huitièmes de finale          | Huitièmes de finale        |           |           | Quarts de finale             | Quarts de finale             | Quarts de finale              | Quarts de finale              |                               |                               | Demi-finales                 | Demi-finales                 | Demi-finales                 | Demi-finales                 |  |  | Finale                      | Finale                      | Finale                      | Finale                      |
|  |                              |                            |                              |                            |           |           |                              |                              |                               |                               |                               |                               |                              |                              |                              |                              |  |  |                             |                             |                             |                             |
|  | 22 novembre 2023 - Jakarta   | 22 novembre 2023 - Jakarta | 22 novembre 2023 - Jakarta   | 22 novembre 2023 - Jakarta |           |           | 25 novembre 2023 - Surakarta | 25 novembre 2023 - Surakarta | 25 novembre 2023 - Surakarta  | 25 novembre 2023 - Surakarta  |                               |                               | 28 novembre 2023 - Surakarta | 28 novembre 2023 - Surakarta | 28 novembre 2023 - Surakarta | 28 novembre 2023 - Surakarta |  |  | 2 décembre 2023 - Surakarta | 2 décembre 2023 - Surakarta | 2 décembre 2023 - Surakarta | 2 décembre 2023 - Surakarta |
|  | E1                           | France tab                 | 0 (5)                        | 0 (5)                      |           |           | 25 novembre 2023 - Surakarta | 25 novembre 2023 - Surakarta | 25 novembre 2023 - Surakarta  | 25 novembre 2023 - Surakarta  |                               |                               | 28 novembre 2023 - Surakarta | 28 novembre 2023 - Surakarta | 28 novembre 2023 - Surakarta | 28 novembre 2023 - Surakarta |  |  | 2 décembre 2023 - Surakarta | 2 décembre 2023 - Surakarta | 2 décembre 2023 - Surakarta | 2 décembre 2023 - Surakarta |
|  | E1                           | France tab                 | 0 (5)                        | 0 (5)                      |           |           | 25 novembre 2023 - Surakarta | 25 novembre 2023 - Surakarta | 25 novembre 2023 - Surakarta  | 25 novembre 2023 - Surakarta  |                               |                               | 28 novembre 2023 - Surakarta | 28 novembre 2023 - Surakarta | 28 novembre 2023 - Surakarta | 28 novembre 2023 - Surakarta |  |  | 2 décembre 2023 - Surakarta | 2 décembre 2023 - Surakarta | 2 décembre 2023 - Surakarta | 2 décembre 2023 - Surakarta |
|  | D2                           | Sénégal                    | 0 (3)                        | 0 (3)                      |           |           | 25 novembre 2023 - Surakarta | 25 novembre 2023 - Surakarta | 25 novembre 2023 - Surakarta  | 25 novembre 2023 - Surakarta  |                               |                               | 28 novembre 2023 - Surakarta | 28 novembre 2023 - Surakarta | 28 novembre 2023 - Surakarta | 28 novembre 2023 - Surakarta |  |  | 2 décembre 2023 - Surakarta | 2 décembre 2023 - Surakarta | 2 décembre 2023 - Surakarta | 2 décembre 2023 - Surakarta |
|  | D2                           | Sénégal                    | 0 (3)                        | 0 (3)                      | France    | France    | 1                            | 1                            |                               |                               |                               |                               | 28 novembre 2023 - Surakarta | 28 novembre 2023 - Surakarta | 28 novembre 2023 - Surakarta | 28 novembre 2023 - Surakarta |  |  | 2 décembre 2023 - Surakarta | 2 décembre 2023 - Surakarta | 2 décembre 2023 - Surakarta | 2 décembre 2023 - Surakarta |
|  | 22 novembre 2023 - Jakarta   |                            |                              |                            | France    | France    | 1                            | 1                            |                               |                               |                               |                               | 28 novembre 2023 - Surakarta | 28 novembre 2023 - Surakarta | 28 novembre 2023 - Surakarta | 28 novembre 2023 - Surakarta |  |  | 2 décembre 2023 - Surakarta | 2 décembre 2023 - Surakarta | 2 décembre 2023 - Surakarta | 2 décembre 2023 - Surakarta |
|  |                              |                            | Ouzbékistan                  | Ouzbékistan                | 0         | 0         |                              |                              |                               |                               |                               |                               | 28 novembre 2023 - Surakarta | 28 novembre 2023 - Surakarta | 28 novembre 2023 - Surakarta | 28 novembre 2023 - Surakarta |  |  | 2 décembre 2023 - Surakarta | 2 décembre 2023 - Surakarta | 2 décembre 2023 - Surakarta | 2 décembre 2023 - Surakarta |
|  | C1                           | Angleterre                 | Ouzbékistan                  | Ouzbékistan                | 0         | 0         | 1                            | 1                            |                               |                               |                               |                               | 28 novembre 2023 - Surakarta | 28 novembre 2023 - Surakarta | 28 novembre 2023 - Surakarta | 28 novembre 2023 - Surakarta |  |  | 2 décembre 2023 - Surakarta | 2 décembre 2023 - Surakarta | 2 décembre 2023 - Surakarta | 2 décembre 2023 - Surakarta |
|  | C1                           | Angleterre                 | 25 novembre 2023 - Surakarta |                            |           |           | 1                            | 1                            |                               |                               |                               |                               | 28 novembre 2023 - Surakarta | 28 novembre 2023 - Surakarta | 28 novembre 2023 - Surakarta | 28 novembre 2023 - Surakarta |  |  | 2 décembre 2023 - Surakarta | 2 décembre 2023 - Surakarta | 2 décembre 2023 - Surakarta | 2 décembre 2023 - Surakarta |
|  | B3                           | Ouzbékistan                | 2                            | 2                          |           |           |                              |                              |                               |                               |                               |                               | 28 novembre 2023 - Surakarta | 28 novembre 2023 - Surakarta | 28 novembre 2023 - Surakarta | 28 novembre 2023 - Surakarta |  |  | 2 décembre 2023 - Surakarta | 2 décembre 2023 - Surakarta | 2 décembre 2023 - Surakarta | 2 décembre 2023 - Surakarta |
|  | B3                           | Ouzbékistan                | 2                            | 2                          | France    | France    | 2                            | 2                            |                               |                               |                               |                               |                              |                              |                              |                              |  |  | 2 décembre 2023 - Surakarta | 2 décembre 2023 - Surakarta | 2 décembre 2023 - Surakarta | 2 décembre 2023 - Surakarta |
|  | 21 novembre 2023 - Surabaya  |                            |                              |                            | France    | France    | 2                            | 2                            |                               |                               |                               |                               |                              |                              |                              |                              |  |  | 2 décembre 2023 - Surakarta | 2 décembre 2023 - Surakarta | 2 décembre 2023 - Surakarta | 2 décembre 2023 - Surakarta |
|  |                              |                            | Mali                         | Mali                       | 1         | 1         |                              |                              |                               |                               |                               |                               |                              |                              |                              |                              |  |  | 2 décembre 2023 - Surakarta | 2 décembre 2023 - Surakarta | 2 décembre 2023 - Surakarta | 2 décembre 2023 - Surakarta |
|  | B2                           | Mali                       | Mali                         | Mali                       | 1         | 1         | 5                            | 5                            |                               |                               |                               |                               |                              |                              |                              |                              |  |  | 2 décembre 2023 - Surakarta | 2 décembre 2023 - Surakarta | 2 décembre 2023 - Surakarta | 2 décembre 2023 - Surakarta |
|  | B2                           | Mali                       | 28 novembre 2023 - Surakarta |                            |           |           | 5                            | 5                            |                               |                               |                               |                               |                              |                              |                              |                              |  |  | 2 décembre 2023 - Surakarta | 2 décembre 2023 - Surakarta | 2 décembre 2023 - Surakarta | 2 décembre 2023 - Surakarta |
|  | F2                           | Mexique                    | 0                            | 0                          |           |           |                              |                              |                               |                               |                               |                               |                              |                              |                              |                              |  |  | 2 décembre 2023 - Surakarta | 2 décembre 2023 - Surakarta | 2 décembre 2023 - Surakarta | 2 décembre 2023 - Surakarta |
|  | F2                           | Mexique                    | 0                            | 0                          | Mali      | Mali      | 1                            | 1                            |                               |                               |                               |                               |                              |                              |                              |                              |  |  | 2 décembre 2023 - Surakarta | 2 décembre 2023 - Surakarta | 2 décembre 2023 - Surakarta | 2 décembre 2023 - Surakarta |
|  | 21 novembre 2023 - Surabaya  |                            |                              |                            | Mali      | Mali      | 1                            | 1                            |                               |                               |                               |                               |                              |                              |                              |                              |  |  | 2 décembre 2023 - Surakarta | 2 décembre 2023 - Surakarta | 2 décembre 2023 - Surakarta | 2 décembre 2023 - Surakarta |
|  |                              |                            | Maroc                        | Maroc                      | 0         | 0         |                              |                              |                               |                               |                               |                               |                              |                              |                              |                              |  |  | 2 décembre 2023 - Surakarta | 2 décembre 2023 - Surakarta | 2 décembre 2023 - Surakarta | 2 décembre 2023 - Surakarta |
|  | A1                           | Maroc tab                  | Maroc                        | Maroc                      | 0         | 0         | 1 (4)                        | 1 (4)                        |                               |                               |                               |                               |                              |                              |                              |                              |  |  | 2 décembre 2023 - Surakarta | 2 décembre 2023 - Surakarta | 2 décembre 2023 - Surakarta | 2 décembre 2023 - Surakarta |
|  | A1                           | Maroc tab                  | 24 novembre 2023 - Jakarta   |                            |           |           | 1 (4)                        | 1 (4)                        |                               |                               |                               |                               |                              |                              |                              |                              |  |  | 2 décembre 2023 - Surakarta | 2 décembre 2023 - Surakarta | 2 décembre 2023 - Surakarta | 2 décembre 2023 - Surakarta |
|  | C3                           | Iran                       | 1 (1)                        | 1 (1)                      |           |           |                              |                              |                               |                               |                               |                               |                              |                              |                              |                              |  |  | 2 décembre 2023 - Surakarta | 2 décembre 2023 - Surakarta | 2 décembre 2023 - Surakarta | 2 décembre 2023 - Surakarta |
|  | C3                           | Iran                       | 1 (1)                        | 1 (1)                      | France    | France    | 2 (3)                        | 2 (3)                        |                               |                               |                               |                               |                              |                              |                              |                              |  |  |                             |                             |                             |                             |
|  | 20 novembre 2023 - Surakarta |                            |                              |                            | France    | France    | 2 (3)                        | 2 (3)                        |                               |                               |                               |                               |                              |                              |                              |                              |  |  |                             |                             |                             |                             |
|  |                              |                            | Allemagne tab                | Allemagne tab              | 2 (4)     | 2 (4)     |                              |                              |                               |                               |                               |                               |                              |                              |                              |                              |  |  |                             |                             |                             |                             |
|  | A2                           | Équateur                   | Allemagne tab                | Allemagne tab              | 2 (4)     | 2 (4)     | 1                            | 1                            |                               |                               |                               |                               |                              |                              |                              |                              |  |  |                             |                             |                             |                             |
|  | A2                           | Équateur                   |                              |                            |           |           |                              | 1                            |                               |                               |                               |                               |                              |                              |                              |                              |  |  |                             |                             |                             |                             |
|  | C2                           | Brésil                     | 3                            | 3                          |           |           |                              |                              |                               |                               |                               |                               |                              |                              |                              |                              |  |  |                             |                             |                             |                             |
|  | C2                           | Brésil                     | 3                            | 3                          | Brésil    | Brésil    | 0                            | 0                            |                               |                               |                               |                               |                              |                              |                              |                              |  |  |                             |                             |                             |                             |
|  | 21 novembre 2023 - Bandung   |                            |                              |                            | Brésil    | Brésil    | 0                            | 0                            |                               |                               |                               |                               |                              |                              |                              |                              |  |  |                             |                             |                             |                             |
|  |                              |                            | Argentine                    | Argentine                  | 3         | 3         |                              |                              |                               |                               |                               |                               |                              |                              |                              |                              |  |  |                             |                             |                             |                             |
|  | D1                           | Argentine                  | Argentine                    | Argentine                  | 3         | 3         | 5                            | 5                            |                               |                               |                               |                               |                              |                              |                              |                              |  |  |                             |                             |                             |                             |
|  | D1                           | Argentine                  | 24 novembre 2023 - Jakarta   |                            |           |           | 5                            | 5                            |                               |                               |                               |                               |                              |                              |                              |                              |  |  |                             |                             |                             |                             |
|  | F3                           | Venezuela                  | 0                            | 0                          |           |           |                              |                              |                               |                               |                               |                               |                              |                              |                              |                              |  |  |                             |                             |                             |                             |
|  | F3                           | Venezuela                  | 0                            | 0                          | Argentine | Argentine | 3 (2)                        | 3 (2)                        |                               |                               |                               |                               |                              |                              |                              |                              |  |  |                             |                             |                             |                             |
|  | 20 novembre 2023 - Surakarta |                            |                              |                            | Argentine | Argentine | 3 (2)                        | 3 (2)                        |                               |                               |                               |                               |                              |                              |                              |                              |  |  |                             |                             |                             |                             |
|  |                              |                            | Allemagne tab                | Allemagne tab              | 3 (4)     | 3 (4)     |                              |                              |                               |                               |                               |                               |                              |                              |                              |                              |  |  |                             |                             |                             |                             |
|  | B1                           | Espagne                    | Allemagne tab                | Allemagne tab              | 3 (4)     | 3 (4)     | 2                            | 2                            |                               |                               |                               |                               |                              |                              |                              |                              |  |  |                             |                             |                             |                             |
|  | B1                           | Espagne                    |                              |                            |           |           |                              | 2                            |                               |                               |                               |                               |                              |                              |                              |                              |  |  |                             |                             |                             |                             |
|  | D3                           | Japon                      | 1                            | 1                          |           |           |                              |                              |                               |                               |                               |                               |                              |                              |                              |                              |  |  |                             |                             |                             |                             |
|  | D3                           | Japon                      | 1                            | 1                          | Espagne   | Espagne   | 0                            | 0                            | Troisième place               | Troisième place               | Troisième place               | Troisième place               |                              |                              |                              |                              |  |  |                             |                             |                             |                             |
|  | 21 novembre 2023 - Bandung   |                            |                              |                            | Espagne   | Espagne   | 0                            | 0                            | Troisième place               | Troisième place               | Troisième place               | Troisième place               |                              |                              |                              |                              |  |  |                             |                             |                             |                             |
|  |                              |                            | Allemagne                    | Allemagne                  | 1         | 1         |                              |                              | 1er décembre 2023 - Surakarta | 1er décembre 2023 - Surakarta | 1er décembre 2023 - Surakarta | 1er décembre 2023 - Surakarta |                              |                              |                              |                              |  |  |                             |                             |                             |                             |
|  | F1                           | Allemagne                  | Allemagne                    | Allemagne                  | 1         | 1         | 3                            | 3                            | 1er décembre 2023 - Surakarta | 1er décembre 2023 - Surakarta | 1er décembre 2023 - Surakarta | 1er décembre 2023 - Surakarta |                              |                              |                              |                              |  |  |                             |                             |                             |                             |
|  | F1                           | Allemagne                  |                              |                            |           |           |                              | 3                            |                               |                               | Mali                          | Mali                          | 3                            | 3                            |                              |                              |  |  |                             |                             |                             |                             |
|  | E2                           | États-Unis                 | 2                            | 2                          |           |           |                              |                              |                               |                               | Mali                          | Mali                          | 3                            | 3                            |                              |                              |  |  |                             |                             |                             |                             |
|  | E2                           | États-Unis                 | 2                            | 2                          | Argentine | Argentine | 0                            | 0                            |                               |                               |                               |                               |                              |                              |                              |                              |  |  |                             |                             |                             |                             |
|  |                              |                            |                              |                            |           |           |                              |                              |                               |                               |                               |                               |                              |                              |                              |                              |  |  |                             |                             |                             |                             |

### Huitièmes de finale
| 20 novembre 2023 | Équateur       | 1 - 3   | Brésil                             | Stade Manahan, Surakarta                         |                                                  |
| 15h30            | Bermudez 45+4e | (1 - 1) | 14e 70e Estevão · 90e Luighi Hanri | Spectateurs : 3 580 Arbitrage : Atilla Karaoglan | Spectateurs : 3 580 Arbitrage : Atilla Karaoglan |
| 15h30            | Rapport        |         |                                    | Spectateurs : 3 580 Arbitrage : Atilla Karaoglan | Spectateurs : 3 580 Arbitrage : Atilla Karaoglan |

| 20 novembre 2023 | Espagne               | 2 - 1   | Japon      | Stade Manahan, Surakarta                     |                                              |
| 19h00            | Junyent 8e · Guiu 74e | (1 - 1) | 40e Nawata | Spectateurs : 8 587 Arbitrage : Pierre Atcho | Spectateurs : 8 587 Arbitrage : Pierre Atcho |
| 19h00            | Rapport               |         |            | Spectateurs : 8 587 Arbitrage : Pierre Atcho | Spectateurs : 8 587 Arbitrage : Pierre Atcho |

| 21 novembre 2023 | Mali                                                    | 5 - 0   | Mexique | Stade Gelora-Bung-Tomo, Surabaya               |                                                |
| 15h30            | Barry 9e 13e · Diarra 15e · Kanate 37e (pen.) · Tia 50e | (4 - 0) |         | Spectateurs : 7 034 Arbitrage : Gustavo Tejera | Spectateurs : 7 034 Arbitrage : Gustavo Tejera |
| 15h30            | Rapport                                                 |         |         | Spectateurs : 7 034 Arbitrage : Gustavo Tejera | Spectateurs : 7 034 Arbitrage : Gustavo Tejera |

| 21 novembre 2023 | Allemagne                                     | 3 - 2   | États-Unis                 | Stade Jalak Harupat, Bandung            |                                         |
| 15h30            | Herrmann 14e · Moerstedt 34e · Yalcinkaya 87e | (2 - 1) | 24e Habroune · 80e Vazquez | Spectateurs : 5 782 Arbitrage : Fu Ming | Spectateurs : 5 782 Arbitrage : Fu Ming |
| 15h30            | Rapport                                       |         |                            | Spectateurs : 5 782 Arbitrage : Fu Ming | Spectateurs : 5 782 Arbitrage : Fu Ming |

| 21 novembre 2023 | Argentine                                                             | 5 - 0   | Venezuela | Stade Jalak Harupat, Bandung                 |                                              |
| 19h00            | Balbo 15e (csc) · Lopez 22e · Echeverri 32e · Ruberto 70e (pen.), 79e | (3 - 0) |           | Spectateurs : 6 187 Arbitrage : Morten Krogh | Spectateurs : 6 187 Arbitrage : Morten Krogh |
| 19h00            | Rapport                                                               |         |           | Spectateurs : 6 187 Arbitrage : Morten Krogh | Spectateurs : 6 187 Arbitrage : Morten Krogh |

| 21 novembre 2023 | Maroc                                | 1 - 1             | Iran                          | Stade Gelora-Bung-Tomo, Surabaya              |                                               |
| 19h00            | Azaouzi 90+4e                        | (0 - 0)           | 73e Gholizadeh                | Spectateurs : 1 552 Arbitrage : João Pinheiro | Spectateurs : 1 552 Arbitrage : João Pinheiro |
| 19h00            | Rapport                              |                   |                               | Spectateurs : 1 552 Arbitrage : João Pinheiro | Spectateurs : 1 552 Arbitrage : João Pinheiro |
| 19h00            | Ouazane · Azaouzi · Nazih · Zahouani | Tirs au but 4 - 1 | Darvishaali · Nafari · Taheri | Spectateurs : 1 552 Arbitrage : João Pinheiro | Spectateurs : 1 552 Arbitrage : João Pinheiro |

| 22 novembre 2023 | Angleterre | 1 - 2   | Ouzbékistan             | Stade international de Jakarta, Jakarta      |                                              |
| 15h30            | Ndala 35e  | (1 - 1) | 4e Saidov · 67e Mirzaev | Spectateurs : 7 014 Arbitrage : Selvin Brown | Spectateurs : 7 014 Arbitrage : Selvin Brown |
| 15h30            | Rapport    |         |                         | Spectateurs : 7 014 Arbitrage : Selvin Brown | Spectateurs : 7 014 Arbitrage : Selvin Brown |

| 22 novembre 2023 | France                                           | 0 - 0             | Sénégal                          | Stade international de Jakarta, Jakarta        |                                                |
| 19h00            |                                                  | (0 - 0)           |                                  | Spectateurs : 12 238 Arbitrage : Roberto Pérez | Spectateurs : 12 238 Arbitrage : Roberto Pérez |
| 19h00            | Rapport                                          |                   |                                  | Spectateurs : 12 238 Arbitrage : Roberto Pérez | Spectateurs : 12 238 Arbitrage : Roberto Pérez |
| 19h00            | Kayi Sanda · Zague · Tincres · Meupiyou · Sangui | Tirs au but 5 - 3 | Gueye · Diong · Dorival · Sawane | Spectateurs : 12 238 Arbitrage : Roberto Pérez | Spectateurs : 12 238 Arbitrage : Roberto Pérez |

### Quarts de finale
| 24 novembre 2023 | Espagne | 0 - 1   | Allemagne          | Stade international de Jakarta, Jakarta     |                                             |
| 15h30            |         | (0 - 0) | 64e (pen.) Brunner | Spectateurs : 8 379 Arbitrage : Omar Al Ali | Spectateurs : 8 379 Arbitrage : Omar Al Ali |
| 15h30            | Rapport |         |                    | Spectateurs : 8 379 Arbitrage : Omar Al Ali | Spectateurs : 8 379 Arbitrage : Omar Al Ali |

| 24 novembre 2023 | Brésil  | 0 - 3   | Argentine             | Stade international de Jakarta, Jakarta      |                                              |
| 19h00            |         | (0 - 1) | 28e 58e 71e Echeverri | Spectateurs : 14 597 Arbitrage : Espen Eskås | Spectateurs : 14 597 Arbitrage : Espen Eskås |
| 19h00            | Rapport |         |                       | Spectateurs : 14 597 Arbitrage : Espen Eskås | Spectateurs : 14 597 Arbitrage : Espen Eskås |

| 25 novembre 2023 | France     | 1 - 0   | Ouzbékistan | Stade Manahan, Surakarta                     |                                              |
| 15h30            | Bouneb 83e | (0 - 0) |             | Spectateurs : 5 201 Arbitrage : Dahane Beida | Spectateurs : 5 201 Arbitrage : Dahane Beida |
| 15h30            | Rapport    |         |             | Spectateurs : 5 201 Arbitrage : Dahane Beida | Spectateurs : 5 201 Arbitrage : Dahane Beida |

| 25 novembre 2023 | Mali       | 1 - 0   | Maroc | Stade Manahan, Surakarta                       |                                                |
| 19h00            | Diarra 81e | (0 - 0) |       | Spectateurs : 8 589 Arbitrage : Augusto Aragón | Spectateurs : 8 589 Arbitrage : Augusto Aragón |
| 19h00            | Rapport    |         |       | Spectateurs : 8 589 Arbitrage : Augusto Aragón | Spectateurs : 8 589 Arbitrage : Augusto Aragón |

### Demi-finales
| 28 novembre 2023 | Argentine                                    | 3 - 3             | Allemagne                                                 | Stade Manahan (en), Surakarta                 |                                               |
| 15h30            | Ruberto 36e 45+4e 90+7e                      | (2 - 1)           | 9e 58e Brunner · 69e Moerstedt                            | Spectateurs : 8 525 Arbitrage : Joao Pinheiro | Spectateurs : 8 525 Arbitrage : Joao Pinheiro |
| 15h30            | Rapport                                      |                   |                                                           | Spectateurs : 8 525 Arbitrage : Joao Pinheiro | Spectateurs : 8 525 Arbitrage : Joao Pinheiro |
| 15h30            | Mastantuono · Echeverri · Giménez · Villalba | Tirs au but 2 - 4 | da Silva Moreira · Ramsak · Jeltsch · Harchaoui · Brunner | Spectateurs : 8 525 Arbitrage : Joao Pinheiro | Spectateurs : 8 525 Arbitrage : Joao Pinheiro |

| 28 novembre 2023 | France                | 2 - 1   | Mali         | Stade Manahan (en), Surakarta                   |                                                 |
| 19h00            | Titi 56e · Bouneb 69e | (0 - 1) | 45+4e Diarra | Spectateurs : 12 013 Arbitrage : Gustavo Tejera | Spectateurs : 12 013 Arbitrage : Gustavo Tejera |
| 19h00            | Rapport               |         |              | Spectateurs : 12 013 Arbitrage : Gustavo Tejera | Spectateurs : 12 013 Arbitrage : Gustavo Tejera |

### Match pour la3eplace
| 1er décembre 2023 | Argentine | 0 - 3   | Mali                                  | Stade Manahan (en), Surakarta            |                                          |
| 19h00             |           | (0 - 2) | 9e Diarra · 45e Doumbia · 48e Makalou | Spectateurs : 10 901 Arbitrage : Fu Ming | Spectateurs : 10 901 Arbitrage : Fu Ming |
| 19h00             | Rapport   |         |                                       | Spectateurs : 10 901 Arbitrage : Fu Ming | Spectateurs : 10 901 Arbitrage : Fu Ming |

### Finale
| 2 décembre 2023 | Allemagne                                                  | 2 - 2             | France                                                    | Stade Manahan (en), Surakarta                |                                              |
| 19h00           | Brunner 29e · Darvich 51e                                  | (1 - 0)           | 53e Bouabré · 85e Amougou                                 | Spectateurs : 13 037 Arbitrage : Espen Eskås | Spectateurs : 13 037 Arbitrage : Espen Eskås |
| 19h00           | Rapport                                                    |                   |                                                           | Spectateurs : 13 037 Arbitrage : Espen Eskås | Spectateurs : 13 037 Arbitrage : Espen Eskås |
| 19h00           | Moreira · Ramsak · Moerstedt · Harchaoui · Brunner · Kabar | Tirs au but 4 - 3 | Kayi Sanda · Bouneb · Sangui · Meupiyou · Tincres · Gomis | Spectateurs : 13 037 Arbitrage : Espen Eskås | Spectateurs : 13 037 Arbitrage : Espen Eskås |

| Allemagne | France |

| ALLEMAGNE :     |    |              |              |     |
|                 |    |              |              |     |
| Gardien de but  | 12 | Heide        |              |     |
|                 | 17 | Moreira      |              |     |
|                 | 4  | Jeltsch      |              |     |
|                 | 13 | Hennig       |              | 88e |
|                 | 14 | Odogu        |              |     |
|                 | 6  | Harchaoui    | Averti       |     |
|                 | 16 | Osawe        | Carton rouge |     |
|                 | 10 | Darvich      |              | 75e |
|                 | 7  | Brunner      | Averti       |     |
|                 | 9  | Moerstedt    |              |     |
|                 | 18 | Yalcınkaya   |              | 67e |
| Remplaçants :   |    |              |              |     |
| Gardien de but  | 1  | Schmitt      |              |     |
| Gardien de but  | 21 | Babatz       |              |     |
|                 | 2  | Rueger       |              |     |
|                 | 3  | Kabar        | Averti       | 74e |
|                 | 5  | Dal          |              |     |
|                 | 8  | Herwerth     |              | 88e |
|                 | 11 | Herrmann     |              |     |
|                 | 15 | von der Hitz |              |     |
|                 | 20 | Ramsak       |              | 67e |
| Sélectionneur : |    |              |              |     |
| Christian Wück  |    |              |              |     |

| FRANCE :          |    |            |       |  |
|                   |    |            |       |  |
| Gardien de but    | 1  | Argney     |       |  |
|                   | 2  | Titi       |       |  |
|                   | 4  | Meupiyou   |       |  |
|                   | 5  | Kayi Sanda |       |  |
|                   | 13 | Sadi       | 46e   |  |
|                   | 8  | Bouabré    | 90+4e |  |
|                   | 14 | Sylla      |       |  |
|                   | 10 | Bouneb     |       |  |
|                   | 20 | Amougou    |       |  |
|                   | 9  | Lambourde  | 90e   |  |
|                   | 11 | Bouchenna  |       |  |
| Remplaçants :     |    |            |       |  |
| Gardien de but    | 16 | Niflore    |       |  |
| Gardien de but    | 21 | Viel       |       |  |
|                   | 3  | Sangui     | 46e   |  |
|                   | 6  | Ferro      |       |  |
|                   | 12 | Zague      |       |  |
|                   | 15 | Tchaptchet |       |  |
|                   | 17 | Diallo     | 90+4e |  |
|                   | 18 | Bouchenna  |       |  |
|                   | 19 | Tincres    | 90e   |  |
| Sélectionneur :   |    |            |       |  |
| Jean-Luc Vannuchi |    |            |       |  |

| Assistants : Jan Erik Engan Isaak Bashevkin Quatrième arbitre : Dahane Beida Assistants arbitre vidéo : - - |

## Récompenses
Les prix suivants ont été décernés à la fin du tournoi.
| Prix                      | Gagnant           |
| ------------------------- | ----------------- |
| Ballon d'or               | Paris Brunner     |
| Ballon d'argent           | Hamidou Makalou   |
| Ballon de bronze          | Mathis Amougou    |
| Soulier d'or              | Agustín Ruberto   |
| Soulier d'argent          | Ibrahim Diarra    |
| Soulier de bronze         | Claudio Echeverri |
| Gant d'or                 | Paul Argney       |
| Trophée FIFA du Fair Play | Angleterre        |